# Home Control Box

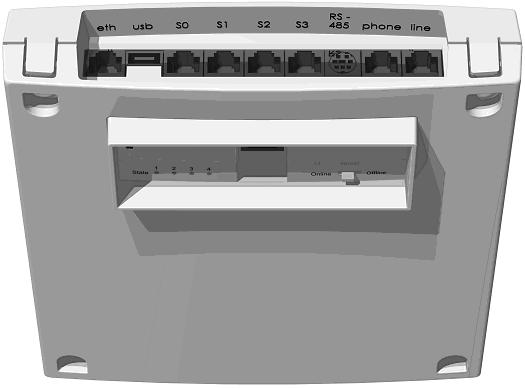
Home Control Box

De Home Control Box (HCB) is een ARM-Linuxplatform dat bedoeld is voor het integreren van subsystemen van een woning of een kantoorpand. De eerste HCB is gemaakt in opdracht van Home Automation Europe in 2003. In 2006 werd de HCB voor het eerst voor de klant bestelbaar.
De Home Control Box is een special-purpose embedded system, ontworpen rond een ARM-processor met flashgeheugen en de benodigde I/O-poorten voor aansluiten van woningsubsystemen.
De Home Control Box is ontwikkeld als een ingebed systeem, dat bedoeld is om geïnstalleerd te worden in een meterkast voor de besturing van verschillende functies in het huis. De Home Control Box is ontworpen om als “always-on device” te kunnen werken. Het heeft dan ook geen bewegende delen (ventilator, harde schijf) en is zuinig met energie. Via een DSL-aansluiting kan Home Control Box op veilige wijze (SSL) communiceren met een servicecentrum, zodat Home Control Box-functies kunnen worden geïntegreerd in centrale applicaties.